# Steve Perryman
Stephen John (Steve) Perryman (Ealing, 21 december 1951) is een Engels voormalig voetballer die speelde als middenvelder. Hij is het meest bekend van zijn successen met Tottenham Hotspur in de jaren 70 en begin jaren 80. Perryman werd in 1982 verkozen tot voetballer van het jaar een speelde een recordaantal wedstrijden (854) voor Tottenham. Hij was van 2003 tot zijn tijdelijke pensionering in maart 2018 directeur voetbal van Exeter City. Momenteel is hij werkzaam als onderdirecteur bij MK Dons.

## Clubcarrière
Perryman speelde tussen 1969 en 1986 voor Tottenham en ging de boeken in als hun langst dienende speler. Tijdens zijn verblijf bij de Londense club won de Engelsman meerdere prijzen, waaronder de UEFA Cup in 1972 en 1984 en de FA Cup in 1981 en 1982. Daarnaast won hij nog tweemaal de League Cup met de Spurs. In 1982 werd hij door de Engelse pers verkozen tot Beste speler van het seizoen.
Perryman scoorde niet vaak. Wel was hij tweemaal trefzeker in het thuisduel van de halve finale van de UEFA Cup tegen AC Milan in 1972 (2-1 winst). Spurs won het tweeluik uiteindelijk en versloeg in de finale Wolverhampton Wanderers.
Na zijn afscheid van White Hart Lane trok Perryman in 1986 naar Oxford United, waarna hij in 1990 bij Brentford zijn spelersloopbaan afsloot.

## Engels voetbalelftal
In 1982 debuteerde hij in het Engels voetbalelftal, waarvoor hij één interland speelde.

## Trainersloopbaan
Perryman was van 1990 tot 1993 trainer van Watford en wist de club te behoeden van degradatie. Nadien was hij werkzaam bij het Noorse IK Start (1995) en bij de Japanse clubs Shimizu S-Pulse (1999-2000), en Kashiwa Reysol (2001-2002). In november 1994 was hij kortstondig interim-trainer bij Tottenham Hotspur. Als trainer van Shimizu S-Pulse won hij in 2000 de Aziatische beker voor bekerwinnaars ten koste van Al Zawraa (Irak). Hij had hierna een onofficiële functie bij Exeter City, waarna hij terug keerde naar Japan om aan de slag te gaan bij Kashiwa Reysol.
Sinds 2003 was Perryman directeur voetbal van Exeter City. Op 5 mei 2012 werd hij onwel tijdens zijn bezoek aan Exeter's laatste wedstrijd van het seizoen 2011/12 tegen Sheffield United op St James Park. Hij werd naar het Derriford-ziekenhuis in Plymouth gebracht, waar hij een succesvolle hartoperatie onderging. Hij zei achteraf dat hij zijn baan bij Exeter City wilde hervatten zodra hij fit genoeg was.
In januari 2018 kondigde Perryman aan dat hij zou stoppen als voetbaldirecteur van Exeter City aan het eind van het seizoen 2017/18. In augustus van dat jaar volgde Perryman de voormalige Exeter City-manager Paul Tisdale naar MK Dons, waar hij aangesteld werd als onderdirecteur.